# 谢和平 (医学专家)
谢和平（英語：Richard Ho-Ping Sia，1895年4月28日—1970年），中国感染病学领域的先驱。

## 生平

### 早年经历
谢和平1895年4月28日出生于福建厦门。1914年，谢和平毕业于武昌文华大学（Boone University），后前往美国克利夫兰的西储大学医学院学习临床医学，并于1918年获得医学博士学位。

### 职业生涯
1919年，他回到中国并加入北京协和医学院（PUMC）医院，担任助理住院医师，1920年晋升为助理医师，后在北京协和医学院医院内科从事传染病治疗工作。1930年，晋升助教。1931年，晋升襄教授（associate professor）。1939年，谢和平离开北京协和医学院前往美国夏威夷大学，担任细菌学讲师和校医，之后在檀香山行医直至退休。

## 学术贡献
谢和平在北京协和医学院的20年中，一直致力于传染病的研究。

### 黑热病研究
1921年，他发表了两篇关于黑热病的论文，其中一篇与生物化学家吴宪合作，描述了一种黑热病检测方法，即"谢氏试验"，被认为是原发性巨球蛋白血症的最早筛查方法。

### 肺炎链球菌研究
他还与罗伯逊（Roberson）合作，确定了当时中国最常见肺炎链球菌类型为I型和IV型。从1923年至1927年，谢和平与罗伯逊设计了一系列实验，研究肺炎链球菌生长抑制问题，发现了明胶对肺炎链球菌在室温下悬浮液中存活时间的保护作用，还开发了模拟动物体内条件的新技术，用于证实正常血清-白细胞混合物对肺炎链球菌的生长抑制和杀菌效果。

### 转化实验
1929年至1930年，谢和平与Martin Henry Dawson进行了肺炎链球菌体外转化实验，这是谢和平学术生涯中最重要的贡献，为后续DNA是遗传密码载体的研究奠定了基础。

### 其他工作
在北京协和医学院工作期间，谢和平还曾担任医院病历委员会主席，并在Journal of Experimental Medicine (J Exp Med)上发表了九篇论文。他的研究工作主要集中在肺炎链球菌领域，其研究成果不仅推动了肺炎研究的进展，也为中国感染病学的发展做出了重要贡献。

## 家庭
1923年，谢和平和Mary L.S.Li结婚，有长女Sylvia Chia Yu、长子Calvin Chia Jung （谢嘉荣）及小女Julia Jia Fen。